# FileTopia
FileTopia es un cliente y una herramienta gratuita para Windows que establece una red permitiendo a los usuarios ordenar archivos, grabaciones de texto y voz, chat, y mensajes instantáneos. Toda la comunicación es cifrada, usando cifradores tales como AES, Blowfish, e IDEA. Para proteger la identidad de los usuarios, pueden utilizar un "bouncer", que es esencialmente un representante, para mantener la dirección IP oculta en Internet. Filetopia también ofrece listas de mensajes y listas de amigos. Los usuarios pueden compartir globalmente, o en canales/salas de chat específicos, o en el "Modo comercial". No es un sistema centralizado, los usuarios tienen que conectarse a múltiples servidores para encontrarse, pero las transferencias de archivos, etc. se conducen sobre una base peer-to-peer.